# Picher
Picher település Németországban, Mecklenburg-Elő-Pomeránia tartományban. Lakosainak száma 608 fő (2023. december 31.).

## Népesség
A település népességének változása:
| Lakosok száma | 635  | 645  | 625  | 621  | 608  |
|               | 2017 | 2019 | 2021 | 2022 | 2023 |